# Archivturm (Schwyz)
Der Archivturm oder Schatzturm ist ein mittelalterlicher Wohn- und Verwalterturm in Schwyz. Später diente er als Gefängnis und jahrhundertelang als Schwyzer Staatsarchiv.

## Lage
Der Archivturm liegt hinter dem Rathaus und neben dem Hotel Wysses Rössli. Der Vorplatz ist als Metzghofstatt bekannt.

## Geschichte
Der Turm dürfte nach 1200, im frühen 13. Jahrhundert, erbaut worden sein. Er war der Wohnsitz eines Ministerialen der Habsburger. Der Turm und die darum liegende Ortschaft hiess nach alten Überlieferungen Brochenburg. Die Bauten des zugehörigen Gehöfts, das wahrscheinlich Schwyz hiess, sind verschwunden.
Im 14. Jh. wurden die Habsburger zurückgedrängt, sodass Schwyz den Turm übernehmen konnte. Spätestens ab Ende 15. Jh. wurde der Turm als Archiv benutzt. Es wurden die Bundesbriefe von 1291 und 1315, sowie andere Urkunden im Turm verwahrt, ebenso diverse in den Feldzügen erbeutete Banner. Das Erdgeschoss wurde als Gefängnis genutzt, in den darüber liegenden Räumen befand sich das Archiv. 1560 wurde eine Wendeltreppe eingebaut und 1593 das Dach neu eingedeckt.
Beim Brand von Schwyz im Jahre 1642 wurde der hölzerne Obergaden zerstört, das daraufhin aufgesetzte neue Dach wurde 1645 durch einen Sturm zerstört. Ab 1666 wurde der Hocheingang mit einer Steintreppe versehen und die Innenräume besser an die Verwendung als Archiv angepasst. In den Jahren 1774 bis 1776 erhielt der Turm ein Walmdach und einen als Treppenhaus dienenden Anbau mit ebenerdigem Zugang an der Ostseite. Weiter wurden im Innern des Turms Böden aus Ziegelsteinen eingebaut, die Fenster vergrössert und die Aussenwände glatt verputzt.
1936 wurde das Archiv ins neue Bundesbriefmuseum verlegt, das mehr Raum und Feuersicherheit bot. Danach stand der Archivturm ungefähr 15 Jahre lang leer und wurde umfassend renoviert, wobei der Glatte Aussenputz wieder entfernt wurde, sodass die Bruchsteinmauern wieder sichtbar wurden. Ein steiles Zeltdach löste das vorherige Walmdach ab. 1953 wurde ein kleines heimatliches Turmmuseum eingerichtet. Heute nutzt das Bundesbriefmuseum einen Raum im Turm als mittelalterliche Schreibwerkstatt für Schulklassen.

## Bauwerk
Der dreistöckige mittelalterliche Wohnturm hat einen quadratischen Grundriss von 8,5 m Seitenlänge. Die Mauern sind im Erdgeschoss 2,1 m, im obersten Geschoss noch 88 cm dick. Die drei rechteckigen Fenster liegen an der Westseite übereinander, die Ostseite ist fensterlos. Der Zugang erfolgte über einen Hocheingang im ersten Stock. Der Turm hatte im Mittelalter einen hölzernen auskragenden Obergaden, der in der Neuzeit durch ein Zeltdach ersetzt wurde.